# Geonoma paraguanensis
Geonoma paraguanensis är en enhjärtbladig växtart som beskrevs av Gustav Karl Wilhelm Hermann Karsten. Geonoma paraguanensis ingår i släktet Geonoma och familjen Arecaceae. Inga underarter finns listade i Catalogue of Life.